# Wendell Harrison
Pour les articles homonymes, voir Harrison.
 (juin 2017).
- Si vous ne connaissez pas le sujet, laissez ce bandeau (vous pouvez alors contacter les auteurs).
- Si vous supprimez le contenu mis en cause (vous pouvez préalablement contacter les auteurs),

argumentez précisément cette suppression dans la page de discussion
(un manque de référence n'est pas un argument ; une recherche réelle de référence doit avoir été effectuée, être formellement documentée).
 (juin 2017).
Si vous disposez d'ouvrages ou d'articles de référence ou si vous connaissez des sites web de qualité traitant du thème abordé ici, merci de compléter l'article en donnant les références utiles à sa vérifiabilité et en les liant à la section « Notes et références ».
Wendell Harrison est un saxophoniste, clarinettiste et compositeur de jazz américain basé à Détroit. Cofondateur du légendaire label Tribe dans les années 1970, il a créé dans les années 1980 le collectif Rebirth Inc., association à but non lucratif ayant pour vocation l'organisation de concerts et l'éducation par la musique. Wendell Harrison se produit avec de nombreux artistes de jazz, dont la pianiste Geri Allen, le saxophoniste James Carter, le chanteur Eddie Harris Thomas, le trompettiste Woody Shaw, pour n'en nommer que quelques-uns. Il a également créé la maison de disques et d'édition WenHa qui a publié plusieurs de ses enregistrements, ainsi que ceux de son épouse, la pianiste Pamela Wise. Wendell Harrison dirige également le Mama's Licking Stick Clarinet Ensemble, un ensemble de clarinettes à géométrie variable faisant appel à des invités pour des sets d'improvisation : Phil Ranelin, Marcus Belgrave, Doug Hammond, le Quatuor Issy-Paris... Il est reconnu par la critique spécialisée comme l'un des meilleurs musiciens de jazz de sa génération (Downbeat, Jazz Times, Option, The Jazz Journal Los Angeles...), qui qualifie son style et son jeu unique comme source d'inspiration pour les jazzmen futurs. Il se produit dans les festivals de jazz aux États-Unis ou dans le monde : Detroit Jazz Festival, Vienne, JVC New York Jazz Festival, etc.

## Biographie
Wendell Harrison est né le 1er octobre 1942 à Détroit et a fait ses études à la Northwestern High School. Parmi ses camarades de classe, on notera le trompettiste Lonnie Hillyard, le saxophoniste Charles McPherson, et le percussionniste Roy Brooks. Cet environnement a très tôt suscité son intérêt pour le jazz. À l'instar de ses camarades, Wendell Harrison a commencé des études formelles de jazz avec le pianiste Barry Harris. Il a également fait un cursus au Conservatoire de musique de Détroit, qui est maintenant connu sous le nom de College for Creative Studies. Participant activement à la vie culturelle de sa ville, il joue avec les étoiles montantes de la légendaire musique Motown : Marvin Gaye, Aretha Franklin ou encore Sammy Ward. Peu de temps après, à l'âge de 18 ans, il part pour New York. Il y donne des concerts avec certaines des principales personnalités de la scène jazz : le guitariste Grant Green, le chanteur Eddie Jefferson, et l'immense compositeur et pianiste Sun Ra. Il y fait également équipe avec trompettiste Marcus Belgrave, Jimmy Owens et Howard Johnson avant de partir en tournée avec le saxophoniste Hank Crawford. Wendell Harrison devient l'un de ses musiciens et participe aux enregistrements de  enregistrements Hank Crawford : Double Cross, Dig These Blues, M. Blues, chez Atlantic Records. Wendell Harrison apprend ainsi à composer et fait de nombreux arrangements pour ces nombreux ensembles. 
En 1970, le rythme débridé de la musicale à New York et des tournées commence coûter sa santé à Wendell Harrison. Il déménage alors en Californie pour une courte période. Il s'y repose et donne des concerts au Synanon Center. Il y rencontre la chanteuse Esther Phillips et le saxophoniste Art Pepper. Sous la direction de Greg Dykes, ils ont enregistré un album (réédité en CD), intitulé Le Prince de la Paix, qui a reçu la reconnaissance du monde entier. Cette expérience a également permis d'améliorer son écriture et ses compétences d'organisateur. Wendell Harrison rentre à Détroit en 1971. Il a commencé l'enseignement de la musique dans un complexe de pratiques multi-artistiques pour les jeunes, Metro Arts fondé par le Dr. Amelita Mandingo. Avec le pianiste et compositeur Harold McKinney  et son ami Marcus Belgrave rejoints par le tromboniste Phil Ranelin, ils forment le label et collectif Tribe, qui se réclame d'une conscience politique à l'égard de la communauté noire de Détroit. Le collectif inclut également le batteur Doug Hammond et le compositeur et pianiste Ken Cox ainsi que le trompettiste Charles Moore. Tribe publie aussi un magazine, publication mensuelle puis trimestrielle consacrée à la musique en général et à des questions politiques. En 1975, Tribe fut dissoute, mais Phil Ranelin et Wendell Harrison ont joué un rôle important pour obtenir tous les droits sur mes enregistrements du collectif et les rééditer sous d'autres labels. Cette organisation unique en son genre a marqué les générations sur la scène internationale. Le gourou de la musique techno Carl Craig témoigna qu'il était "impensable que de la musique de la scène musicale underground techno internationale ne s'inspire pas de la musique des 30 dernières années de Tribe". En 2007, Carl Craig ressuscite le collectif deTribe avec Marcus, Wendell, Doug et Phil, enregistre un disque : "It's A New Day" sous le label C2 Planet E et lance une tournée mondiale. Tribe produit un nouveau CD qui sera disponible en 2009. D'autres rééditions des enregistrements de Tribe peuvent être trouvés sur plusieurs sites web, comme DustyGroove.com. 
En 1978, Wendell Harrison fonde, avec Harold McKinney, l'association Rebirth Inc. dont la mission est d'éduquer les jeunes et la collectivité sur le jazz à travers des ateliers de présentation et des concerts dans toute la région du Midwest. Basée à Détroit et financée par plusieurs fondations et sociétés privées, Rebirth Inc. initie à une méthode pédagogique pour aider les artistes débutants à apprendre l'improvisation jazz et à se réaliser avec l'héritage des maîtres du genre. Wendell Harrison a publié la méthode sous deux volumes : Boppers Be Livres vol. I & II, qui est un support précieux pour les jeunes musiciens désireux de renforcer leurs capacités d'improvisation. Chaque volume contient également un CD d'accompagnement, distribué à l'international par Jamey Aebersold.

## Discographie sélective
- Rush & Hustle
- Battle of the Tenors
- The Eighth House
- Urban Expressions by Wendell Harrison - Featuring: Jean Carne and Robin Bradley
- Pamela Wise Songo Festividad
- Harold McKinney & Wendell Harrison Something for Pops
- Pamela Wise Negre Con Leche
- Message from the Tribe
- An Anthology of Tribe Records : 1972-1977
- Reawakening
- Wendell Harrison Anthology - Tribe & P VINE Records/Blues Interactions
- Vibes from The Tribe Volume 1  - Tribe & P VINE Records/Blues Interactions
- Vibes from The Tribe Volume 2 - Tribe & P VINE Records/Blues Interactions
- Evening with the Devil - Wendell Harrison - Tribe Records

## Vidéos
- Wendell Harrison - Live concert at Detroit Jazz Festival
- Wendell Harrison - Reawaking
- Wendell Harrison at Lathrup High School